# ARFCN
Die ARFCN (Absolute Radio Frequency Channel Number) ist ein Begriff des GSM-Mobilfunks. Aus der ARFCN lassen sich die Up- und Downlinkfrequenzen eines Kanalpaars berechnen. Im UMTS-Netz wird sie durch die UARFCN (UTRA Absolute Radio Frequency Channel Number), im LTE-Netz durch die EARFCN (E-UTRA Absolute Radio Frequency Channel Number) ersetzt.

## Berechnungsgleichungen
Nach dieser allgemeinen Formel können die Trägerfrequenzen der Uplink- und Downlinkrichtung, in Abhängigkeit von der ARFCN und dem benutzten Frequenzband, für die GSM-Bänder mit festen ARFCNs berechnet werden:
{\displaystyle f_{\text{up}}=f_{\text{start}}+f_{\text{Kanal}}\cdot ({ARFCN}-{\text{Offset}})}
{\displaystyle f_{\text{down}}=f_{\text{up}}+{\text{Abstand}}}
Nach dieser allgemeinen Formel kann die ARFCN für die GSM-Bänder mit festen ARFCNs aus der Trägerfrequenz der Uplink- und Downlinkrichtung berechnet werden:
{\displaystyle f_{\text{up}}=f_{\text{down}}-{\text{Abstand}}}
{\displaystyle ARFCN={\text{Offset}}+{\frac {f_{\text{up}}-f_{\text{start}}}{f_{\text{Kanal}}}}}
wobei {\displaystyle f_{\text{Kanal}}} der Kanalabstand von 200 kHz ist.
| Name     | ARFCNs     | Startfrequenz {\displaystyle f_{\text{start}}} | Offset | Abstand | Uplinkfrequenzen {\displaystyle f_{\text{up}}} | Downlinkfrequenzen {\displaystyle f_{\text{down}}} |
| -------- | ---------- | ---------------------------------------------- | ------ | ------- | ---------------------------------------------- | -------------------------------------------------- |
| GSM 450  | 259 – 293  | 0450,6 MHz                                     | 259    | 10 MHz  | 0450,6 - 0457,4 MHz                            | 0460,6 - 0467,4 MHz                                |
| GSM 480  | 306 – 340  | 0479,0 MHz                                     | 306    | 10 MHz  | 0479,0 - 0485,8 MHz                            | 0489,0 - 0495,8 MHz                                |
| GSM 850  | 128 – 251  | 0824,2 MHz                                     | 128    | 45 MHz  | 0824,2 - 0848,8 MHz                            | 0869,2 - 0893,8 MHz                                |
| P-GSM    | 1 – 124    | 0890,0 MHz                                     | 0      | 45 MHz  | 0890,2 - 0914,8 MHz                            | 0935,2 - 0959,8 MHz                                |
| E-GSM    | 0 – 124    | 0890,0 MHz                                     | 0      | 45 MHz  | 0890,0 - 0914,8 MHz                            | 0935,0 - 0959,8 MHz                                |
| …        | 975 – 1023 | 0890,0 MHz                                     | 1024   | 45 MHz  | 0880,2 - 0889,8 MHz                            | 0925,2 - 0934,8 MHz                                |
| R-GSM    | 0 – 124    | 0890,0 MHz                                     | 0      | 45 MHz  | 0890,0 - 0914,8 MHz                            | 0935,0 - 0959,8 MHz                                |
| …        | 955 – 1023 | 0890,0 MHz                                     | 1024   | 45 MHz  | 0876,2 - 0889,8 MHz                            | 0921,2 - 0934,8 MHz                                |
| DCS 1800 | 512 – 885  | 1710,2 MHz                                     | 512    | 95 MHz  | 1710,2 – 1784,8 MHz                            | 1805,2 – 1879,8 MHz                                |
| PCS 1900 | 512 – 810  | 1850,2 MHz                                     | 512    | 80 MHz  | 1850,2 – 1909,8 MHz                            | 1930,2 – 1989,8 MHz                                |

## Beispiel: E-GSM
Im E-GSM-Band können ARFCNs im Bereich 0 bis 124 und 975 bis 1023 vorkommen. Die Berechnung für die Uplinkfrequenz des ARFCN 42 ist also:
{\displaystyle f_{\text{uplink}}=890{,}0\,{\text{MHz}}+42\cdot 0{,}2\,{\text{MHz}}=898{,}4\,{\text{MHz}}}
Die Downlinkfrequenz folgt daraus zu:
{\displaystyle f_{\text{downlink}}=898{,}4\,{\text{MHz}}+45\,{\text{MHz}}=943{,}4\,{\text{MHz}}}
Die Berechnung für ARFCN 1001 erfolgt analog:
{\displaystyle f_{\text{uplink}}=890{\text{ MHz}}+(1001-1024)\cdot 0{,}2{\text{ MHz}}=885{,}4\,{\text{MHz}}}
Die Downlinkfrequenz folgt daraus zu
{\displaystyle f_{\text{downlink}}=885{,}4\,{\text{MHz}}+45\,{\text{MHz}}=930{,}4\,{\text{MHz}}}
Die Berechnung der ARFCN aus der Uplinkfrequenz ist:
{\displaystyle ARFCN={\frac {885{,}4\,{\text{MHz}}-890\,{\text{MHz}}}{0{,}2\,{\text{MHz}}}}+1024=1001}